# Eusebio da San Giorgio

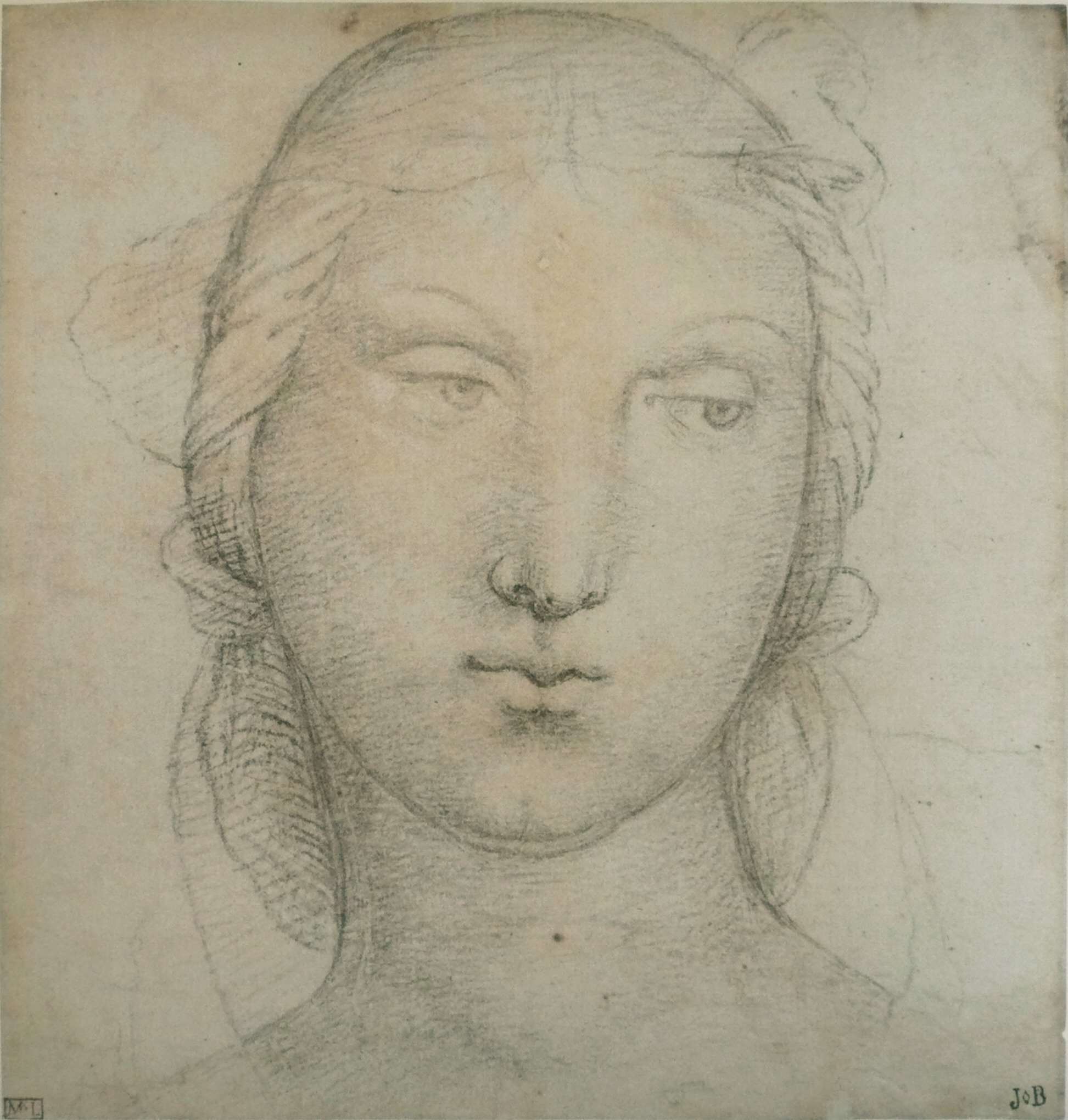
Testa di giovane donna, attribuita a Eusebio da San Giorgio - Louvre, dipartimento delle Arti grafiche

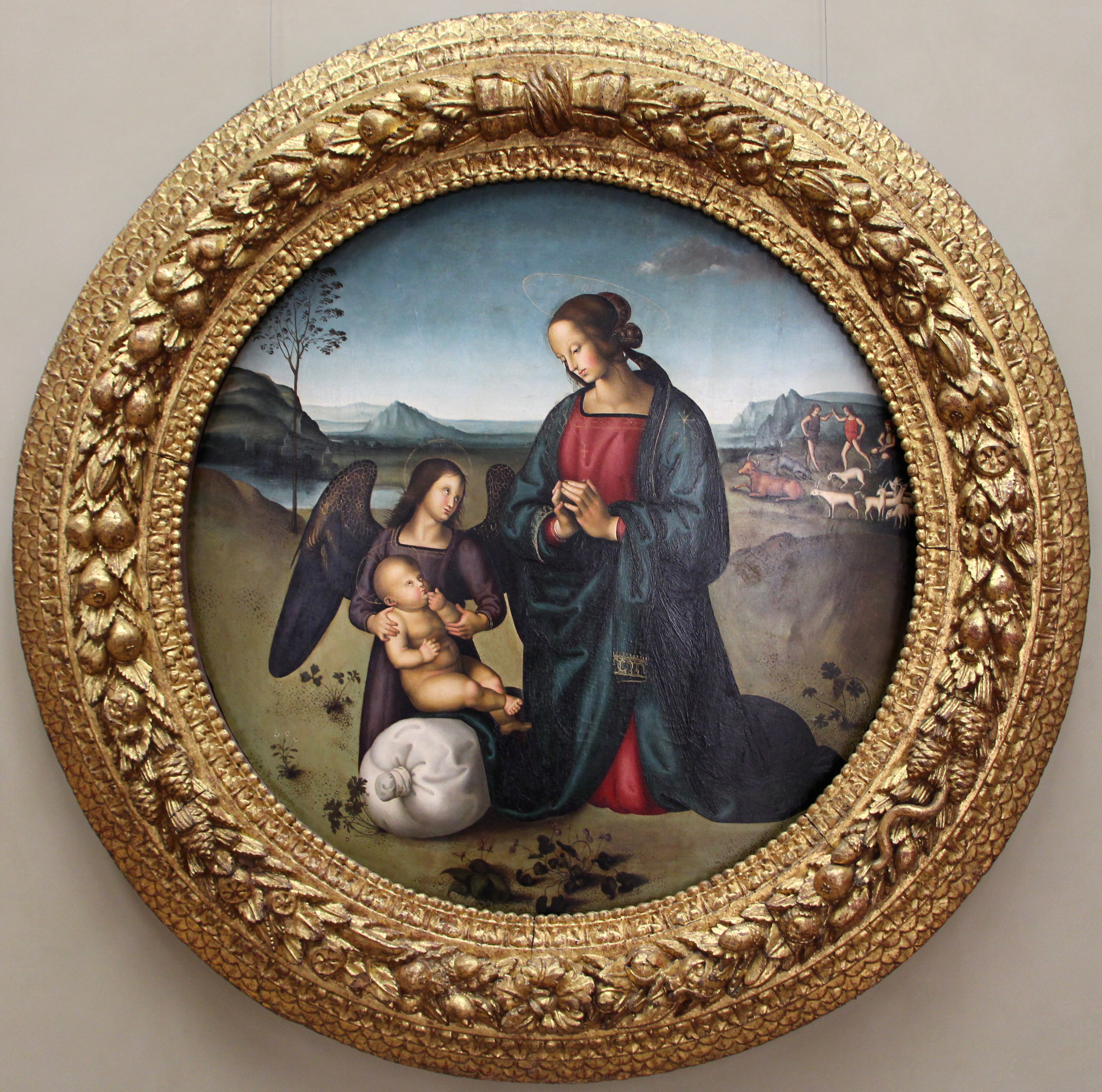
Eusebio da San Giorgio, Madonna del sacco (1490-1530

Eusebio da San Giorgio talvolta citato come Eusebio di Jacopo di Cristoforo da San Giorgio (Perugia, 1470 circa – dopo 1550) è stato un pittore italiano del Rinascimento.

## Biografia
Fu allievo del Perugino. Nel 1494 fu eletto Camerlengo dell’Arte dei pittori di Perugia.
Dipinse una pala d'altare per la chiesa parrocchiale di Matelica (1512). Dipinse un'Adorazione dei re nella chiesa di Sant'Agostino a Perugia. Dipinse affreschi di un'Annunciazione e di un San Francesco che riceve le stimmate (1507) per il chiostro di San Damiano ad Assisi. Nel 1537, insieme a Sinibaldo Ibi, elogiò un'opera di Giovanni Battista Caporali completata per l'altare maggiore del Duomo di Perugia.